# Bohuslav Horák
Bohuslav Horák (14. října 1877 Žižkov – 10. února 1942 Auschwitz) byl český středoškolský profesor, komunální politik a odbojář, zakladatel muzea v Rokycanech.

## Život a působení
Studoval na gymnáziu v Žitné ulici v Praze a na Filozofické fakultě UK v Praze. V roce 1901 získal vysvědčení učitelské způsobilosti pro přírodopis, matematiku a fysiku, o rok později doktorát filozofie. V letech 1902–1903 působil jako suplent na reálkách v Pardubicích a v Praze-Karlíně, v letech 1903–1925 byl profesorem na gymnáziu v Rokycanech. Jeho žákem byl Karel Cejp. S manželkou Annou roz. Křečkovou měli dceru. V letech 1925–1938 zastával funkci ředitele gymnázia v Rokycanech, i nadále vyučoval přírodopis, matematiku, fyziku a propedeutiku. Byl zakládajícím členem Městského muzea v Rokycanech spolu s Josefem Hodkem a Juliánem Svobodou, od roku 1937 nese muzeum jeho jméno.
V letech 1909–1914 vykonával funkci redaktora časopisu Brdský kraj. V tomto časopisu publikoval řadu statí, některé pod pseudonymem Theodor Montanus. V roce 1914 jmenován dopisujícím členem c. k. ústřední komise pro péči o památky ve Vídni, od roku 1920 byl konzervátorem ministerstva školství a národní osvěty. V roce 1936 založil Muzejní společnost v Rokycanech a stal se jejím prvním předsedou. Mimo to byl také aktivním komunálním politikem, členem městského a okresního zastupitelstva. Byl členem místní školní rady, zakladatelem Okresní péče o mládež, předsedou Spolku na podporu nemajetných studujících v Rokycanech, předsedou Spolku státních a veřejných zaměstnanců, předsedou Osvětového sdružení v Rokycanech. Aktivní byl rovněž v Sokole, kde zastával funkci starosty župy Rokycanovy. Během druhé světové války se zapojil do sokolského odboje a byl internován v nacistických vězeních. Zemřel 10. února 1942 v Auschwitz.

## Ocenění
V Rokycanech je po něm pojmenována Horákova ulice. Čestné občanství města získal dvakrát, a to v letech 1931 a 1965. V Rokycanech má také dvě pamětní desky, jednu od roku 1987 na chodbě původního gymnázia, druhá deska ukrývá jeho urnu v Muzeu Dr. B. Horáka v Rokycanech.
Deska v muzeu je opatřena textem:
Ph Dr BOHUSLAV HORÁK
ZAKLADATEL MUZEA V ROKYCANECH
* 14. ŘÍJNA 1877 V PRAZE
+ 10. ÚNORA 1942 V OSVĚTIMI

Pamětní deska v gymnáziu je jednoduchá mramorová deska s nápisem:
Čestné památce
Ph. Dr.
Bohuslava Horáka
* v Praze 1877
profesora 1903–1925, ředitele 1925–1938
který zahynul 10.2.1942 v Osvětimi
za svobodu národa